# Ion Felea
Ion Felea (n. 28 ianuarie 1900, Pașcani, România - d. 22 martie 1989) a fost un tipograf, gazetar și publicist român.

## Viața și activitatea
Ion Felea s-a născut la data de 28 ianuarie 1900, în localitatea Pașcani. În anul 1919 a fost membru fondator al Uniunii Ziariștilor Profesioniști. În perioada interbelică, a fost tipograf, gazetar și publicist în presa muncitorească și social-democrată. După anul 1945, a devenit membru în comitetele de redacție ale unor publicații politice și cultural-științifice. Din anul 1956, devine cercetător științific și colaborator al Institutului de studii istorice și social-politice de pe lângă C.C. al P.C.R. A mai fost membru în colegiul de redacție al revistei „Presa noastră”. În anul 1966, a primit premiul „Ștefan Gheorghiu” al Academiei R.S. România.
Ion Felea a participat la elaborarea unor lucrări documentare și a unor culegeri tematice privind istoria P.C.R., și a adus contribuții despre istoricul presei muncitorești și revoluționare din România.
A murit în anul 1989.

## Distincții
- Ordinul „Tudor Vladimirescu” clasa I (4 mai 1971) „cu prilejul aniversării a 50 de ani de la constituirea Partidului Comunist Român, [...] pentru activitate îndelungată în mișcarea muncitorească și merite deosebite în opera de construire a socialismului”[3]
- Ordinul „Apărarea Patriei” clasa a II-a (7 mai 1981) „pentru rezultatele obținute în îndeplinirea cincinalului 1976–1980, pentru contribuția deosebită adusă la înfăptuirea politicii Partidului Comunist Român de făurire a societății socialiste multilateral dezvoltate în patria noastră, cu prilejul aniversării a 60 de ani de la făurirea Partidului Comunist Român”[4]

## Opera
Lucrări publicate:
- Luptătorii lumii noi, București, 1946, 62 p.
- Un medic socialist. Dr. Ștefan Stîncă, București, 1947, 35 p.
- Internaționala socialistă 1864-1914, București, 1947, 120 p.
- Presa muncitorească și socialistă din România, București, 1964-1968, 641 + 704 + 904 + 757 p. (coautor);
- Despre revista „Contemporanul” și răspândirea ideilor înaintate ale vremii (1881-1891), 1956, 4, p. 171-182;
- Din istoria presei muncitorești: „România Muncitoare”, seria I-a 1902, în ,,Studii", XV (1962), 2, p. 349-367;
- Acțiuni de organizare și de luptă ale mișcării muncitorești din România în anii 1900-1914, în „Anale de Istorie”, IX (1963), 3, p. 157-171.